# Burocracia (libro)
Burocracia (en inglés, Bureaucracy) es un libro político escrito por el economista y pensador libertario de la Escuela Austriaca Ludwig von Mises. La motivación del autor al escribir el libro es su preocupación por la difusión de los ideales socialistas y la creciente burocratización de la vida económica. Si bien no niega la necesidad de ciertas estructuras burocráticas para el buen funcionamiento de cualquier estado civilizado, no está de acuerdo con la medida en que ha llegado a dominar la vida pública de los países europeos y Estados Unidos. El propósito del autor es demostrar que los aspectos negativos de la burocracia no son el resultado de malas políticas o corrupción, como suele pensar el público. En cambio, explica, esos problemas están necesariamente integrados en estructuras burocráticas. Se deben a las mismas tareas que debe afrontar un sistema de este tipo. Por tanto, el cuerpo principal del libro está dedicado a una comparación entre la empresa privada, por un lado, y las agencias burocráticas/empresa pública, por el otro.

## Empresa privada frente a agencias burocráticas
Las empresas privadas se gestionan sobre la base exclusiva del criterio de beneficios. El único propósito de una empresa es aumentar los ingresos y minimizar los costos, como se refleja en las cuentas de pérdidas y ganancias y otras herramientas contables. Las empresas o sucursales de empresas que operan con pérdidas deben reformarse o cerrar. Debido a estos simples hechos, es relativamente fácil delegar responsabilidades desde la sede de la empresa a las distintas sucursales, sin importar el tamaño de la empresa. La oficina central le da al gerente de la sucursal las manos libres para operar su empresa como mejor le parezca, siempre y cuando obtenga una ganancia. De esta forma, la iniciativa y la innovación no solo se permiten, sino que incluso se fomentan y recompensan.
Es un asunto muy diferente cuando se trata de servicios públicos y otras estructuras burocráticas. Una estructura como el FBI o una embajada en un país extranjero no tiene un criterio de eficiencia que sea tan fácil de evaluar como el criterio de ganancias. Aquí, "éxito" es un concepto más vago y más abierto a la interpretación subjetiva. Precisamente porque el producto de los servicios públicos no tiene precio en el mercado, las herramientas tradicionales de gestión que han tenido éxito en la empresa privada (gestión científica, estudios de tiempo, etc.) no pueden aplicarse en la esfera pública. "Aumentar la producción" y "minimizar el tiempo de producción" son conceptos que no se pueden aplicar a algo como un departamento de policía. Pero una consecuencia aún más importante de la ausencia del criterio de lucro es la necesidad de centralizar la administración y restringir la libertad del gerente de sucursal o departamento: dado que su desempeño no puede evaluarse fácilmente en términos monetarios, la forma más segura de prevenir excesos y abusos del poder es asegurar que todos se adhieran a las directivas del gobierno. Así, la cualidad más importante del burócrata exitoso es obedecer órdenes.

## Empresa privada frente a empresas de propiedad pública
A diferencia de las empresas privadas, las corporaciones estatales o las empresas municipales no siempre o incluso generalmente se administran con fines de lucro. Un déficit en este último caso no significa el fin de la empresa ni siquiera el comienzo de las reformas, porque generalmente se asume que la razón por la que la empresa existe es para 'prestar servicios útiles al público' (es decir, emplear una gran parte de la población local como mano de obra o cobrar un precio artificialmente bajo por sus productos o servicios), no convertirse en esclavos del afán de lucro. Por esta razón, las empresas que están en números rojos pueden operar durante años o décadas, con el resultado de que sus pérdidas eventualmente se transmiten a todos los ciudadanos.
Pero, como afirma von Mises, ignorar el afán de lucro no es, como se cree ampliamente, servir mejor al público. Por el contrario, operar bajo las restricciones del criterio de lucro es la mejor manera de servir al interés público:

Con la empresa privada con ánimo de lucro, este problema se resuelve mediante las actitudes del público. La prueba de la utilidad de los servicios prestados es que un número suficiente de ciudadanos está dispuesto a pagar el precio solicitado. Bajo un precio [dado] la producción de [un bien] tiende a expandirse hasta que se alcanza la saturación, es decir, hasta que una expansión adicional retiraría factores de producción de las ramas de la industria para cuyos productos la demanda de los consumidores es más intensa. Al tomar el afán de lucro como guía, la libre empresa ajusta sus actividades a los deseos del público. El afán de lucro empuja a cada emprendedor a realizar los servicios que los consumidores consideran más urgentes. Pero si una empresa pública se va a operar sin tener en cuenta las ganancias, el comportamiento del público ya no proporciona un criterio de su utilidad [...]
Una empresa privada está condenada al fracaso si su operación solo genera pérdidas y no se puede encontrar una manera de remediar esta situación. Su falta de rentabilidad es la prueba de que los clientes no lo permiten. Con la empresa privada, no hay forma de desafiar este veredicto del público y de seguir adelante. El gerente de una planta que implique una pérdida puede explicar y excusar la falla. Pero tales disculpas son inútiles; no pueden evitar el abandono definitivo del proyecto fallido. Es diferente con una empresa pública. Aquí la aparición del déficit no se considera una prueba de fracaso. El gerente no es responsable de ello. El objetivo de su jefe, el gobierno, es vender a un precio tan bajo que una pérdida se vuelva inevitable. (págs. 76–7)

## Historial de publicaciones
- Yale University Press (US), William Hodge & Company (UK), 1945.
- Libertarian Press, 1962. (2.ª edición)
- Liberty Fund, 2007, ISBN 0-86597-663-5 (cloth), ISBN 0-86597-664-3 (paper)